# الانتخابات البرلمانية في أندلوسيا 1990
الانتخابات البرلمانية الأندلسية 1990 هي الانتخابات الرئاسية التي جرت في 23 يونيو 1990، لانتخاب رئيس مجلس أندلوسيا ‏ وعضو برلمان أندلوسيا، فاز بالانتخابات مانويل تشافيس.